# Termodinamička faza
Termodinamička faza ili faza tvari je u termodinamici skup stanja makroskopskog termodinamičkog sustava s homogenim kemijskim sastavom i fizičkim svojstvima (npr. gustoća, kristalna struktura, indeks loma itd.).
Faza tvari je homogeni dio heterogenog sustava koji je od drugih dijelova toga sustava odijeljen fizičkom granicom. U homogenom dijelu sva fizikalna svojstva tvari moraju biti jednaka (gustoća, indeks loma, magnetska svojstva, kemijski sastav). 
1. Primjer: u sustavu koji se sastoji od leda i vode u čaši, led je jedna faza, voda je druga faza, vlažan zrak iznad vode je treća faza, staklo čaše je još jedna zasebna faza.
2. Primjer: dvije tekućine koje se ne miješaju (ulje i voda) predstavljaju dvije tekuće faze a odijeljene su jasnom granicom.

Dakle pojmovi faza tvari i agregatno stanje tvari nisu sinonimi iako ih se često miješa.

## Faze tvari
Najprepoznatljivije faze su agregatna stanja tvari:
- krutina
- kapljevina
- plin
- plazma

U faze također ubrajamo, Bose-Einsteinov kondenzat, fermionski kondenzat te paramagnetsku i feromagnetsku fazu magnetskih tvari.

## Fazni prijelaz
Promjena faze termodinamičkog sustava je prijelaz jednog stanja tvari u drugo što uključuje taljenje, očvršćivanje, ukapljivanje i isparavanje, naziva se fazni prijelaz a događa se pod određenim uvjetima temperature i tlaka. U fazni prijelaz ubrajamo i promjenu jedne čvrste faze u drugu (kristalni oblici); kod elementarnih tvari to su alotropske modifikacije a kod spojeva govorimo o polimorfiji.  Fazni dijagram pokazuje područja temperature i tlaka u kojima je neka faza stabilna a crte dijagrama pokazuju uvjete temperature i tlaka uz koje su dvije faze u ravnoteži.

## Fazni dijagram vode
Sastoji se od tri krivulje:
a) krivulja tlaka para vode
b) krivulja tlaka para leda
c) krivulja tališta leda
Sve tri krivulje sastaju se u trojnoj točki koja pokazuje uvjete kad su sve tri faze u ravnoteži. To je pri 611 Pa i 273,16 K. Dijagram pokazuje da led sublimira na temperaturama ispod 0 °C, da se led hlađenjem širi, da se led pod pritiskom topi.

## Energija fazne pretvorbe
Dvije faze iste tvari su u ravnoteži pod određenim uvjetima. Led i voda su u ravnoteži pri temperaturi 0 °C i tlaku 1013 hPa. Promjenom energije (dodavanjem ili oduzimanjem topline) u sustavu koji je u ravnoteži ne mijenja se temperatura sve dok su obje faze prisutne. Promjena energije jednaka je energiji fazne pretvorbe. Primjer: ako grijemo smjesu leda i vode temperatura je cijelo vrijeme 0 °C sve dok se sav led ne otopi. Toplina se troši na faznu pretvorbu led-voda. Nakon toga vodi se povećava temperatura sve do točke vrelišta. Dok voda vrije njena temperatura je cijelo vrijeme 100 °C sve dok sva voda ne ispari. Toplina se opet troši na faznu pretvorbu voda-para. Nakon toga pari možemo povećavati temperaturu po volji.